# 植田松蔵
植田 松蔵（うえだ まつぞう、1876年（明治9年）9月30日 - 没年不明）は、日本の実業家。彦島運輸社長。植田合名会社代表。日本紙製造取締役。

## 人物
山口県豊浦郡彦島町（現・下関市）出身。彦島の素封家・植田惣五郎の長男。弟は彦島町長の植田末蔵。由緒ある家系の血を享けて悠然貴公子のごとく何等の煩悶もなく成育した。
1921年、家督を相続した。天性磊落、名利に恬淡であった。政治に野心なく、社交に趣味がなかったため、比較的世に知られなかった。
『商工資産信用録 第43回』によると植田松蔵（調査年月・1940年2月）は「正身身代・H、年扱高又は年収・不詳、信用程度・Cb、職業・貸地貸家、労力請負」である。
趣味は囲碁、将棋、撞球など。住所は下関市彦島弟子待、彦島江の浦。

## 家族・親族
植田家
- 父・惣五郎（1855年 - ?、山口平民、海運業、運送業、貸地貸家業、労力請負業、植田合名会社代表社員）[7][8]
- 妻・タカ（1874年 - ?、山口、藤田萬吉の長女）[7][8]
- 養子・豊次（1908年 - ?）[3]
- 女・梅子（1912年 - ?、豊次の妻）[3]